# 彬龙
彬龙，缅北华人通称丙弄，是缅甸掸邦莱林县莱林镇区下辖的一个城镇，是缅甸著名的《彬龙协议》的签署地。该镇有一所华文学校——丙弄勐稳佛经学校。